# 1972 год в кино

## Фильмы

### Мировое кино
- «14 амазонок»/十四女英豪, Гонконг, (реж. Чэн Ган, Дэн Шаоюн)
- «Агирре, гнев божий»/Aguirre, Der Zorn Gottes, ФРГ, (реж. Вернер Херцог)
- «Альфредо, Альфредо»/Alfredo, Alfredo, Италия, (реж. Пьетро Джерми)
- «Антоний и Клеопатра»/Antony And Cleopatra, Великобритания, (реж. Чарлтон Хестон)
- «Байки из склепа»/Tales from the Crypt, США—Великобритания, (реж. Фредди Фрэнсис)
- «Бег зайца через поля (фильм)»/La Course Du Lievre A Travers Les Champs, Франция, (реж. Рене Клеман)
- «Бойня номер пять»/Slaughterhouse-Five, США, (реж. Джордж Рой Хилл)
- «Братец Солнце, сестрица Луна»/Fratello Sole Sorella Luna, Италия—Великобритания (реж. Франко Дзеффирелли)
- «Бумаги Валачи»/The Valachi Papers, Италия, (реж. Теренс Янг)
- «Возвращение дракона»/猛龍過江, Гонконг, (реж. Брюс Ли)
- «Время ведьм»/Hungry Wives, США, (реж. Джордж Ромеро)
- «Всё, что вы всегда хотели знать о сексе, но боялись спросить»/Everything You Always Wanted To Know…, США, (реж. Вуди Аллен)
- «Высокий блондин в чёрном ботинке»/Le Grand Blond Avec Une Chaussure Noir, Франция, (реж. Ив Робер)
- «Глубокая глотка»/Deep Throat, США, (реж. Джерард Дамиано)
- «День Шакала»/The Day of the Jackal, Великобритания—Франция, (реж. Фред Циннеман)
- «Доктор Пополь»/Docteur Popaul, Франция—Италия, (реж. Клод Шаброль)
- «Жирный город»/Fat city, США, (реж. Джон Хьюстон)
- «Зита и Гита»/सीता और गीता, Индия, (реж. Рамеш Сипи)
- «Игра навылет»/Sleuth, Великобритания, (реж. Джозеф Манкевич)
- «Иеремия Джонсон»/Jeremiah Johnson, США, (реж. Сидни Поллак)
- «Исступление»/Frenzy, Великобритания, (реж. Альфред Хичкок)
- «Кабаре»/Cabaret, США, (реж. Боб Фосс)
- «Клан марсельцев»/La Scoumoune, Франция—Италия, (реж. Хосе Джованни)
- «Крёстный отец»/The Godfather, США, (реж. Фрэнсис Форд Коппола)
- «Кулак ярости»/精武門, Гонконг, (реж. Ло Вэй)
- «Людвиг»/Ludwig, Италия—Франция—ФРГ, (реж. Лукино Висконти)
- «Магнитные ленты Андерсона»/The Anderson Tapes, США, (реж. Сидни Люмет)
- «Методы доктора Кэри»/The Carey Treatment, США, (реж. Блейк Эдвардс)
- «Механик»/The Mechanic, США, (реж. Майкл Уиннер)
- «Мими-металлист, жертва собственной чести»/Mimi Metallurgico Ferito Nell’Onore, Италия, (реж. Лина Вертмюллер)
- «Несчастье Альфреда»/Les Malheurs d’Alfred, Франция, (реж. Пьер Ришар)
- «Образы»/Images, США—Ирландия—Великобритания, (реж. Роберт Олтмен)
- «Пилат и другие»/Pilatus und Andere,Ein Film für Karfreitag, ФРГ, (реж. Анджей Вайда)
- «Побег»/The Getaway, США, (реж. Сэм Пекинпа)
- «Полицейский»/Un Flic, Франция—Италия, (реж. Жан-Пьер Мельвиль)
- «Последнее танго в Париже»/Ultimo tango a Parigi, Италия, (реж. Бернардо Бертолуччи)
- «Приключение есть приключение»/L’aventure, c’est l’aventure, Франция, (реж. Клод Лелуш)
- «Рабочий класс идёт в рай»/La classe operaia va in paradiso, Италия, (реж. Элио Петри)
- «Речные заводи»/水滸傳/The Water Margin, Гонконг, (реж. Чжан Чэ, Пао Сюэли, У Ма)
- «Рим Феллини»/Roma, Италия, (реж. Федерико Феллини)
- «Розовые фламинго»/Pink Flamingos, США, (реж. Джон Уотерс)
- «Сегодня ночью или никогда»/Heute nacht oder nie, Швейцария (реж. Даниэль Шмид)
- «Скромное обаяние буржуазии»/Le Charme Discret De La Bourgeoisie, Франция—Испания—Италия, (реж. Луис Буньюэль)
- «Сумасшедшие на стадионе»/Les Bidasses En Folie, Франция, (реж. Клод Зиди)
- «Тернистый путь»/The Harder They Come, Ямайка, (реж. Перри Хенцель)
- «Убийство Троцкого»/The Assassination Of Trotsky, Франция—Италия—Великобритания, (реж. Джозеф Лоузи)
- «Что?»/Che?, Италия—Франция—ФРГ, (реж. Роман Полански)
- «Шёпоты и крики»/Viskningar Och Rop, Швеция, (реж. Ингмар Бергман)

### Советское кино

#### Фильмы Азербайджанской ССР
- «Возвращение скрипки», (реж. Шамиль Махмудбеков)
- «Жизнь испытывает нас», (реж. Шамиль Махмудбеков)
- «Фламинго, розовая птица», (реж. Тофик Таги-Заде)
- «Старая черешня», (реж. Тофик Исмайлов)
- «Счастья вам, девочки!», (реж. Эльдар Кулиев)

#### Фильмы Белорусской ССР
- «Вашингтонский корреспондент», (реж. Юрий Дубровин)
- «Вот и лето прошло…»
- «День моих сыновей»
- «Завтра будет поздно…», (реж. Александр Карпов и Мартин Тяпак)
- «Зимородок», (реж. Вячеслав Никифоров)
- «Золотое крыльцо»
- «Идущие за горизонт», (реж. Николай Калинин)
- «Перед первым снегом»
- «После ярмарки», (реж. Юрий Цветков)
- «Улица без конца»
- «Хроника ночи», (реж. Алексей Спешнев)

#### Фильмы Грузинской ССР
- «Весёлый роман», (реж. Леван Хотивари)
- «Когда зацвёл миндаль», (реж. Лана Гогоберидзе)
- «Саженцы», (реж. Резо Чхеидзе)
- «Чари-рама», (реж. Николай Санишвили)

#### Фильмы Казахской ССР
- «Шок и Шер» (1972), детский фильм, (реж. Канымбек-Кано Касымбеков)
- «Лесная баллада» (1972) (реж. Нурмухан Жантурин, Гук Ин Цой)

#### Фильмы Киргизской ССР
- «Улица», (реж. Геннадий Базаров)

#### Фильмы Латвийской ССР
- «Петерс», (реж. Сергей Тарасов)
- «Слуги дьявола на чёртовой мельнице», (реж. Александр Лейманис)

#### Фильмы Литовской ССР
- «Это сладкое слово — свобода!», (реж. Витаутас Жалакявичус)

#### Фильмы Молдавской ССР
- «Лаутары», (реж. Эмиль Лотяну)

#### Фильмы РСФСР
- «А зори здесь тихие», (реж. Станислав Ростоцкий)
- «Бой после победы», (реж. Виллен Азаров)
- «Большая перемена», (реж. Алексей Коренев)
- «Вид на жительство», (реж. Омари Гвасалия и Александр Стефанович)
- «Возвращение к жизни», (реж. Владимир Басов)
- «Гонщики», (реж. Игорь Масленников)
- «Горячий снег», (реж. Гавриил Егиазаров)
- «Гроссмейстер», (реж. Сергей Микаэлян)
- «Дела давно минувших дней», (реж. Владимир Шредель)
- «Ехали в трамвае Ильф и Петров», (реж. Виктор Титов)
- «Здравствуй и прощай», (реж. Виталий Мельников)
- «Земля, до востребования», (реж. Вениамин Дорман)
- «Золотые рога», (реж. Александр Роу)
- «Ижорский батальон», (реж. Геннадий Казанский)
- «Командир счастливой „Щуки“», (реж. Борис Волчек)
- «Круг», (реж. Герберт Раппапорт)
- «Любить человека», (реж. Сергей Герасимов)
- «Меченый атом», (реж. Игорь Гостев)
- «Монолог», (реж. Илья Авербах)
- «Необыкновенный концерт», (реж. Сергей Образцов)
- «Опасный поворот», (реж. Владимир Басов)
- «Печки-лавочки», (реж. Василий Шукшин)
- «Приваловские миллионы», (реж. Ярополк Лапшин)
- «Пятнадцатая весна», (реж. Инна Туманян)
- «Пятьдесят на пятьдесят», (реж. Александр Файнциммер)
- «Руслан и Людмила», (реж. Александр Птушко)
- «Самый последний день», (реж. Михаил Ульянов)
- «Солярис», (реж. Андрей Тарковский)
- Софья Грушко (реж. Ивченко, Виктор Илларионович)
- «Станционный смотритель», (реж. Сергей Соловьёв)
- «Стоянка поезда — две минуты», (реж. Марк Захаров и Александр Орлов)
- «Табачный капитан», (реж. Игорь Усов)
- «Точка, точка, запятая», (реж. Александр Митта)
- «Укрощение огня», (реж. Даниил Храбровицкий)
- «Учитель пения» (реж. Наум Бирман)
- «Человек на своём месте» (реж. Алексей Сахаров)
- «Четвёртый», (реж. Александр Столпер)
- «Чудак из пятого «Б»», (реж. Илья Фрэз)

#### Фильмы Узбекской ССР
- «Седьмая пуля», (реж. Али Хамраев)

#### Фильмы Украинской ССР
- «Включите северное сияние», (реж. Радомир Василевский)
- «Жизнь и удивительные приключения Робинзона Крузо», (реж. Станислав Говорухин)
- «За твою судьбу», (реж. Тимур Золоев)

#### Фильмы Эстонской ССР
- «Сойти на берег», (реж. Кальё Кийск)

### Лидеры проката
- «А зори здесь тихие», (реж. Станислав Ростоцкий) — 1 место, 65 900 000 зрителей
- «Джентльмены удачи», (режиссёр Александр Серый) — 2 место, 65 200 000 зрителей
- «Русское поле», (режиссёр Николай Москаленко) — 3 место, 56 200 000 зрителей

## Иностранные сериалы
- «Чёртова служба в госпитале МЭШ»/M*A*S*H — начало трансляции сериала на телеканале CBS, с 1972 по 1983 год

## Награды
- «А зори здесь тихие…» — Памятный приз фестиваля на XXXIII Международном кинофестивале в Венеции

## Персоналии

### Родились
- 11 января — Аманда Пит, американская актриса кино и телевидения.
- 11 января — Константин Хабенский, российский актёр театра и кино.
- 15 февраля — Алексей Макаров, российский актёр театра и кино.
- 17 февраля — Светлана Пермякова, российская актриса.
- 24 февраля — Олег Клишин, российский актёр театра и кино.
- 18 марта — Дейн Кук, американский стэндап-комедиант, актёр, режиссёр, сценарист и продюсер.
- 24 марта — Виктория Толстоганова, российская актриса театра и кино.
- 26 марта — Лесли Манн, американская комедийная актриса.
- 31 марта — Факундо Арана, аргентинский актёр.
- 31 марта — Алёна Бабенко, российская актриса кино и театра.
- 3 апреля — Дженни Гарт, американская телевизионная актриса и режиссёр.
- 12 апреля — Елена Корикова, российская актриса кино и театра, телеведущая.
- 17 апреля — Дженнифер Гарнер, американская актриса кино и телевидения.
- 18 апреля — Элай Рот, американский режиссёр, продюсер, сценарист и актёр.
- 20 апреля — Кармен Электра, американская актриса.
- 1 мая — Джули Бенц, американская актриса.
- 2 мая — Дуэйн Джонсон, американский киноактёр.
- 2 июня — Уэнтуорт Миллер, американский актёр, сценарист.
- 7 июня — Карл Урбан, новозеландский актёр кино и телевидения.
- 16 июня — Джон Чо, американский актёр.
- 19 июня — Жан Дюжарден, французский комик и актёр.
- 19 июня — Робин Танни, американская актриса.
- 23 июня — Сельма Блэр, американская актриса.
- 1 июля — Клэр Форлани, английская актриса.
- 10 июля — София Вергара, колумбийская актриса, телеведущая.
- 11 июля — Майкл Розенбаум, американский киноактёр.
- 15 июля — Константин Милованов, российский актёр театра и кино.
- 23 июля — Марлон Уэйанс, американский актёр, продюсер, режиссёр и сценарист.
- 28 июля — Элизабет Беркли, американская актриса телевидения, кино и театра.
- 29 июля — Сергей Горобченко, российский актёр театра и кино.
- 1 августа — Анатолий Белый, российский актёр театра и кино.
- 2 августа — Владислав Котлярский, российский актёр театра и кино.
- 15 августа — Бен Аффлек, американский актёр, сценарист, кинорежиссёр и продюсер.
- 25 августа — Джо Райт, английский кинорежиссёр.
- 30 августа — Камерон Диас, американская актриса.
- 31 августа — Крис Такер, американский комедийный актёр.
- 6 сентября — Идрис Эльба, британский актёр кино и телевидения.
- 27 сентября — Гвинет Пэлтроу, американская актриса.
- 22 октября — Саффрон Берроуз, британская актриса.
- 1 ноября — Тони Коллетт, австралийская актриса.
- 6 ноября — Тэнди Ньютон, английская киноактриса.
- 6 ноября — Ребекка Ромейн, американская актриса.
- 9 ноября — Эрик Дэйн, американский актёр.
- 14 ноября — Джош Дюамель, американский актёр.
- 15 ноября — Джонни Ли Миллер, английский актёр.
- 15 декабря — Стюарт Таунсенд, ирландский актёр, сценарист, режиссёр, продюсер.
- 19 декабря — Алисса Милано, американская актриса.
- 22 декабря — Ванесса Паради, французская актриса.
- 29 декабря — Джуд Лоу, британский актёр театра и кино.

### Скончались
- 1 января — Морис Шевалье, французский киноактёр.
- 8 января — Уэсли Рагглз, американский режиссёр.
- 17 января
  - Рошель Хадсон, американская актриса.
  - Джером Кауэн, американский актёр.
- 2 февраля — Джесси Ройс Лэндис, американская актриса.
- 7 февраля — Уолтер Лэнг, американский режиссёр, сценарист, актёр.
- 19 февраля — Джон Грирсон, шотландский режиссёр, продюсер, актёр, сценарист, оператор, монтажёр.
- 20 марта — Мэрилин Максвелл, американская актриса.
- 5 апреля
  - Изабел Джуэлл, американская актриса.
  - Брайан Донлеви, американский актёр ирландского происхождения.
- 9 апреля — Генри Котани, японский кинорежиссёр, оператор и актёр.
- 25 апреля — Джордж Сандерс, британский актёр.
- 30 апреля — Джиа Скала, англо-американская актриса.
- 3 мая — Брюс Кэбот, американский актёр.
- 4 мая — Мэнни Цинер, немецкая актриса.
- 5 мая — Фрэнк Тэшлин, американский режиссёр, сценарист, продюсер.
- 13 мая — Дэн Блокер, американский актёр.
- 15 мая — Найджел Грин, южноафриканский актёр.
- 22 мая — Маргарет Рутерфорд, британская актриса.
- 6 июля — Брендон Де Уайлд, американский актёр.
- 7 августа — Джои Лэнсинг, американская актриса.
- 14 августа — Оскар Левант, американский актёр, комик, телеведущий.
- 12 сентября — Бойд, Уильям, американский актёр.
- 17 сентября — Аким Тамиров, американский актёр армянского происхождения.
- 30 сентября — Эдгар Георг Ульмер, австро-венгерский и американский кинорежиссёр.
- 4 октября
  - Колин Гордон, английский актёр.
  - Фердинанд Печенка, чешский кинооператор.
- 9 октября — Мириам Хопкинс, американская актриса.
- 16 октября — Лео Г. Кэррол, английский актёр.
- 23 октября
  - Борис Ливанов, советский актёр и режиссёр, народный артист СССР (1948).
  - Клер Виндзор, американская актриса немого кино.
- 5 ноября — Реджинальд Оуэн, британский актёр.
- 16 ноября — Вера Каралли, русская актриса немого кино.
- 23 ноября — Мари Уилсон, американская актриса.
- 25 ноября — Александр Разумный, советский режиссёр, заслуженный деятель искусств РСФСР.
- 6 декабря — Джанет Манро, английская актриса.
- 9 декабря
  - Луэлла Парсонс, американская журналистка, кинообозреватель.
  - Уильям Дитерле, немецкий и американский кинорежиссёр и актёр.